# Ролинс (Вајоминг)
Ролинс (енгл. Rawlins) град је у америчкој савезној држави Вајоминг.

## Демографија
По попису из 2010. године број становника је 9.259, што је 721 (8,4%) становника више него 2000. године.
| Група             | 2000.         | 2010.         |
| Белци             | 6.367 (74,6%) | 6.622 (71,5%) |
| Афроамериканци    | 69 (0,8%)     | 100 (1,1%)    |
| Азијати           | 72 (0,8%)     | 92 (1,0%)     |
| Хиспаноамериканци | 1.797 (21,0%) | 2.248 (24,3%) |
| Укупно            | 8.538         | 9.259         |